# Lonau
Lonau is een dorp in de gemeente Herzberg am Harz in het Landkreis Göttingen in Nedersaksen in Duitsland. Het dorp is vernoemd naar het riviertje de Lonau. Het werd in 1972 bij Herzberg gevoegd.
- Gemeinsame Normdatei: 7664099-1
- Virtual International Authority File: 247875739